# Cha tôi và hai người đàn bà
Cha tôi và hai người đàn bà là bộ phim video của Việt Nam, sản xuất năm 1996. Bộ phim do Vũ Châu đạo diễn theo kịch bản của Nguyễn Thị Hồng Ngát, cùng với các diễn viên Lê Công Tuấn Anh, Minh Hòa, Quách Thu Phương.

## Nội dung
Bộ phim lấy bối cảnh sau 1975. Tường vốn là lính trường sơn, sau khi đất nước thống nhất ông là nhân viên thu mua cho một công ty. Một lần đi công tác và bị hỏng xe, Tường – lúc này đã có vợ con – ghé vào ở trong khu nhà của nhóm nữ công nhân nông trường và có quan hệ với Huyền, một nữ công nhân ở đây.
10 năm sau. Tường đã là giám đốc công ty và sống hạnh phúc bên vợ con. Trong một buổi lễ gia đình, ông gặp được Lan, cựu công nhân nông trường cùng chỗ Huyền. Thông qua Lan, Tường biết Huyền có con với mình mình nên tìm đến nhận lại con. Chỉ qua một lần nói chuyện, dù Huyền nói đứa bé không phải con của Tường, rằng bố đứa bé đã hy sinh trong chiến tranh biên giới, nhưng sau đó cô phải thừa nhận Tường là bố đứa trẻ. 

## Kỹ thuật
- Biên tập : Nguyễn Kim Cương
- Âm thanh : Bành Bắc Hải
- Thiết kế mỹ thuật : Ngô Xuân Hoàng
- Tiếng động : Mạnh Kiên
- Nhóm lồng tiếng : Hương Dung

### Phân vai
- Lê Công Tuấn Anh vai Tường (lồng tiếng: Văn Thành)
- Quách Thu Phương vai Huyền
- Minh Hòa vai Liên (lồng tiếng: Hương Dung)
- Ngọc Quân vai Thắng (lồng tiếng: Trung Anh)
- Hồng Hạnh vai Thu
- Thu Hương vai Hiền
- Minh Tuấn vai Thành
- Ngọc Thư vai Lan
- Linh Chi vai Bé Hà
- Hoàng Thành Tuấn vai Vĩnh (lồng tiếng: Việt Thắng)
- Vân Dung vai Lễ tân công ty (không có trong danh đề)

## Giải thưởng
| Năm  | Giải thưởng                        | Hạng mục Phim video       | Đề cử            | Kết quả      | Chú thích   |
| ---- | ---------------------------------- | ------------------------- | ---------------- | ------------ | ----------- |
| 1996 | Giải thưởng Hội điện ảnh           | Phim video                | Bộ phim          | Giải A       | [ 1 ] [ 2 ] |
| 1999 | Liên hoan phim Việt Nam lần thứ 12 | Phim video                | Bộ phim          | Bông sen bạc | [ 2 ]       |
| 1999 | Liên hoan phim Việt Nam lần thứ 12 | Nữ diễn viên phụ xuất sắc | Quách Thu Phương | Đoạt giải    | [ 3 ]       |
| 1999 | Liên hoan phim Việt Nam lần thứ 12 | Đạo diễn xuất sắc         | Vũ Châu          | Đoạt giải    | [ 3 ]       |

Năm 2012, biên kịch Nguyễn Thị Hồng Ngát được trao Giải thưởng Nhà nước về văn học nghệ thuật cho 3 kịch bản Cha tôi và hai người đàn bà, Canh bạc và Trăng trên đất khách.